# 陈亮 (扶贫工作者)
陈亮，中华人民共和国政治人物、全国脱贫攻坚先进个人。

## 生平
陈亮任广西盛隆冶金有限公司董事、常务副总经理。因在脱贫攻坚战中作出突出贡献，2021年2月25日全国脱贫攻坚总结表彰大会上，陈亮被授予“全国脱贫攻坚先进个人”。